# Nora Mørk
Nora Mørk (Oslo, 1991. április 5. –) olimpiai bajnok, kétszeres világbajnok, négyszeres Európa-bajnok, kétszeres olimpiai bronzérmes, hatszoros Bajnokok Ligája-győztes norvég válogatott kézilabdázó, jobbátlövő. Kétszer választották az Európa-bajnokság és a világbajnokság legjobb jobbátlövőjének. Kétszer volt az Európa-bajnokság, és egyszer a világbajnokság, illetve az olimpia gólkirálynője. Jelenleg a Team Esbjerg és a norvég válogatott játékosa. Mezszáma a 9-es. Ikertestvére, Thea Mørk volt kézilabdázónő.

## Pályafutása

### Klubcsapatokban
Nora Mørk a Bækkelaget SK csapatában kezdett kézilabdázni, innen igazolt 16 évesen Dániába a Bajnokok ligája selejtezőjében induló Aalborg DH-hoz. A selejtezőt elbukták, emiatt az EHF-kupában folytathatták a szereplést, de onnan is az első fordulóban kiestek. Miután a bajnokságban is csak a kiesés ellen tudtak küzdeni, Mørk a szezon közben elhagyta a csapatot.
Kisebb kitérő után a norvég élcsapat, a Larvik HK játékosa lett. Itt a norvég bajnoki címek mellett sikerült elhódítania a Bajnokok Ligáját is 2011-ben. A döntőben azonban megsérült, és mindkét térdét operálni kellett. 2012-ben néhány bajnoki mérkőzésre visszatért, de a térde még nem jött helyre, ezért újra műteni kellett. Emiatt az olimpiáról is lemaradt, és visszatérni csak a 2013-as Győri Audi ETO KC ellen vívott Bajnokok Ligája döntőjére tudott.
Hét, Larvikban eltöltött év után a 2016-os szezontól a Győri Audi ETO KC játékosa, hároméves szerződést írt alá. A 2016-17-es szezonban bajnoki címet és Bajnokok Ligáját nyert a Győrrel, a macedón Vardar elleni döntőben hat gólt szerzett. 2018 januárjában a szezon legjobb külföldi női játékosának választotta a Magyar Kézilabda Szövetség. A következő szezonban is alapembere volt a Rába-parti csapatnak, de 2018 februárjában, a dán Nykøbing elleni Bajnokok Ligája mérkőzésen súlyos keresztszalag-szakadást szenvedett. Két nap múlva a Petz Aladár kórházban sikeres műtéten esett át, aminek következményeként fél évre kidőlt a csapatból. 2018 szeptemberében biztossá vált, hogy újabb műtét vár rá. 2019 februárjában hivatalossá vált, hogy Mørk három szezont követően elhagyja a győri csapatot és a román CSM Bucureștiben folytatja pályafutását. A Râmnicu Vâlcea elleni Román Szuperkupa-találkozón, amit csapata 29–23-ra megnyert, újból elszakadt a térdszalagja a bal térdében, amit újra műteni kellett. 2020 nyarán magánéleti okok miatt szerződést bontott a román csapattal és visszatért hazájába, ahol a Vipers Kristiansand játékosa lett. A norvég csapattal 2021-ben, karrierje során harmadik csapattal is megnyerte a Bajnokok Ligáját. 2021 novemberében bejelentették, hogy Mørk a szezon végén a dán Team Esbjerg csapatába igazol.

### A válogatottban
A válogatottban 2010. szeptember 21-én mutatkozott be, és az év végi Európa-bajnokságon is bekerült a későbbi győztes norvég keretbe. A 2014-es Európa-bajnokságot szintén a norvég csapat nyerte. Ő volt ekkor a norvég válogatott legeredményesebb játékosa, és az All-Star csapatba is beválasztották. A 2015-ös világbajnokságon győztes csapatnak is ő volt az egyik húzóembere, 43 találatával ő volt a norvég csapat legeredményesebb játékosa, és az All-Star csapatba is bekerült. Sérülései miatt olimpián először 2016-ban vehetett részt, ahol bronzérme mellé a gólkirályi címet is begyűjtötte.
A 2016-os Európa-bajnokságon a norvég csapat 7., saját maga harmadik címét szerezte meg, amihez a döntőben 12, a torna során 53 góllal járult hozzá, valamint a gólkirályi címet is elnyerte. A 2016-os gólkirályi címe után a 2017-es világbajnokságon is ő volt a legjobb gólszerző, így három egymás után rendezett világeseményen is megszerezte a gólkirályi címet. Utóbbi tornán beválasztották az All-Star csapatba is.
A Nemzetközi Kézilabda-szövetség 2016-ban, 2017-ben és 2018-ban is jelölte az előző év legjobb játékosa címre. Az Európai Kézilabda-szövetség a 2017-es év harmadik legjobbjának szavazta meg ugyanezen választásán. 2018 februárjában a 2017-es év legjobbjának választotta a Handball-Planet nevű szakportál.
A 2020-as Európa-bajnokságon aranyérmet nyert a norvég válogatottal a Dániában rendezett kontinenstornán, ahol 52 góljával ő lett a gólkirálynő.
A 2021-re halasztott tokiói olimpián újabb bronzérmet szerzett, ahol 52 góljával gólkirálynő lett. Azév decemberében megszerezte második világbajnoki címét, a tornán ő volt csapata legeredményesebb játékosa, összesen 43 gólt dobott, amivel a góllövőlista harmadik helyén végzett, és az All-Star csapatba is bekerült.

## Botrány a személye körül
2017 novemberében ismeretlen tettesek ellopták a telefonját, majd miután feltörték azt, a privát képeit az internetre töltötték fel. Később kiderült, hogy az intim fotókat a norvég férfi kézilabda-válogatott tagjai is terjesztették egymást közt. Mørk az ügyben feljelentést tett és kártérítést követelt az ügyben.

## Családja
Ikertestvére, Thea Mørk válogatott kézilabdázó.

## Sikerei, díjai
- EHF Bajnokok ligája győztes: 2011, 2017, 2018, 2019, 2021, 2022
- Norvég bajnokság győztese: 2010, 2011, 2013, 2014, 2015, 2016, 2021, 2022
- Európa-bajnokság győztese: 2010, 2014, 2016, 2020
- Magyar bajnokság győztese: 2017, 2018, 2019
- Magyar Kupa-győztes: 2018, 2019
- Világbajnokság győztese: 2015, 2021
  - ezüstérmes: 2017
- Olimpiai bronzérmes: 2016, 2020
- Olimpia gólkirálynője: 2016, 2021
- Világbajnokság legjobb jobbátlövője: 2015, 2017, 2021
- Európa-bajnokság legjobb jobbátlövője: 2014, 2016, 2020
- Európa-bajnokság gólkirálynője: 2016, 2020
- Világbajnokság gólkirálynője: 2017
- EHF-bajnokok ligája legjobb jobbátlövője: 2015, 2016, 2017, 2021, 2022